# Qujing
Qujing (kinesisk skrift: 曲靖, pinyin: Qǔjìng; Wade-Giles: Ch'ǔ-chìng) er en by på præfekturniveau i provinsen Yunnan i Folkerepublikken Kina. Den har et areal på 29.855 km² og en befolkning på 6.030.000 mennesker (2007).
Præfekturet har meget industri, og er efter Kunming provinsen Yunnans mest folkerige.

## Administrativ inddeling
Bypræfekturet Qujing har jurisdiktion over et distrikt (区 qū), et byamt (市 shì) og 7 amter (县 xiàn).
| Kort             | #       | Navn   | Hanzi        | Pinyin    | Befolkning (2003 est.) | Areal (km²) | Indb./km² |
| ---------------- | ------- | ------ | ------------ | --------- | ---------------------- | ----------- | --------- |
| Kort over Qujing |         |        |              |           |                        |             |           |
| Distrikter       |         |        |              |           |                        |             |           |
| 1                | Qilin   | 麒麟区 | Qílín Qū     | 630.000   | 1.442                  | 437         |           |
| Byamter          |         |        |              |           |                        |             |           |
| 2                | Xuanwei | 宣威市 | Xuānwēi Shì  | 1.320.000 | 6.257                  | 211         |           |
| Amter            |         |        |              |           |                        |             |           |
| 3                | Malong  | 马龙县 | Mǎlóng Xiàn  | 190.000   | 1.751                  | 109         |           |
| 4                | Zhanyi  | 沾益县 | Zhānyì Xiàn  | 390.000   | 2.910                  | 134         |           |
| 5                | Fuyuan  | 富源县 | Fùyuán Xiàn  | 670.000   | 3.348                  | 200         |           |
| 6                | Luoping | 罗平县 | Luópíng Xiàn | 540.000   | 3.116                  | 173         |           |
| 7                | Shizong | 师宗县 | Shīzōng Xiàn | 350.000   | 2.858                  | 122         |           |
| 8                | Luliang | 陆良县 | Lùliáng Xiàn | 600.000   | 2.096                  | 286         |           |
| 9                | Huize   | 会泽县 | Huìzé Xiàn   | 900.000   | 6.077                  | 148         |           |

## Trafik
Kinas rigsvej 320 går gennem området. Den begynder i Shanghai og løber mod sydvest til grænsen mellem provinsen Yunnan og Burma. Undervejs passerer den blandt andet Hangzhou, Nanchang, Guiyang, Kunming og Dali.
Kinas rigsvej 326 går gennem området. Den begynder i Xiushan i Chongqing og går mod provinsen Guizhou, og ender i Hekou i Yunnan, ved grænsen til Vietnam og den vietnamesiske byen Lao Cai.